# Dafni (astronomia)
Dafni è un satellite naturale di Saturno. È conosciuto anche come Saturno XXXV e la sua denominazione provvisoria al momento della scoperta era S/2005 S 1. Dafni misura da 6 a 8 km di diametro e orbita attorno al pianeta nella divisione di Keeler, all'interno dell'anello A.
Ha un'albedo stimata del 50%.

## Denominazione

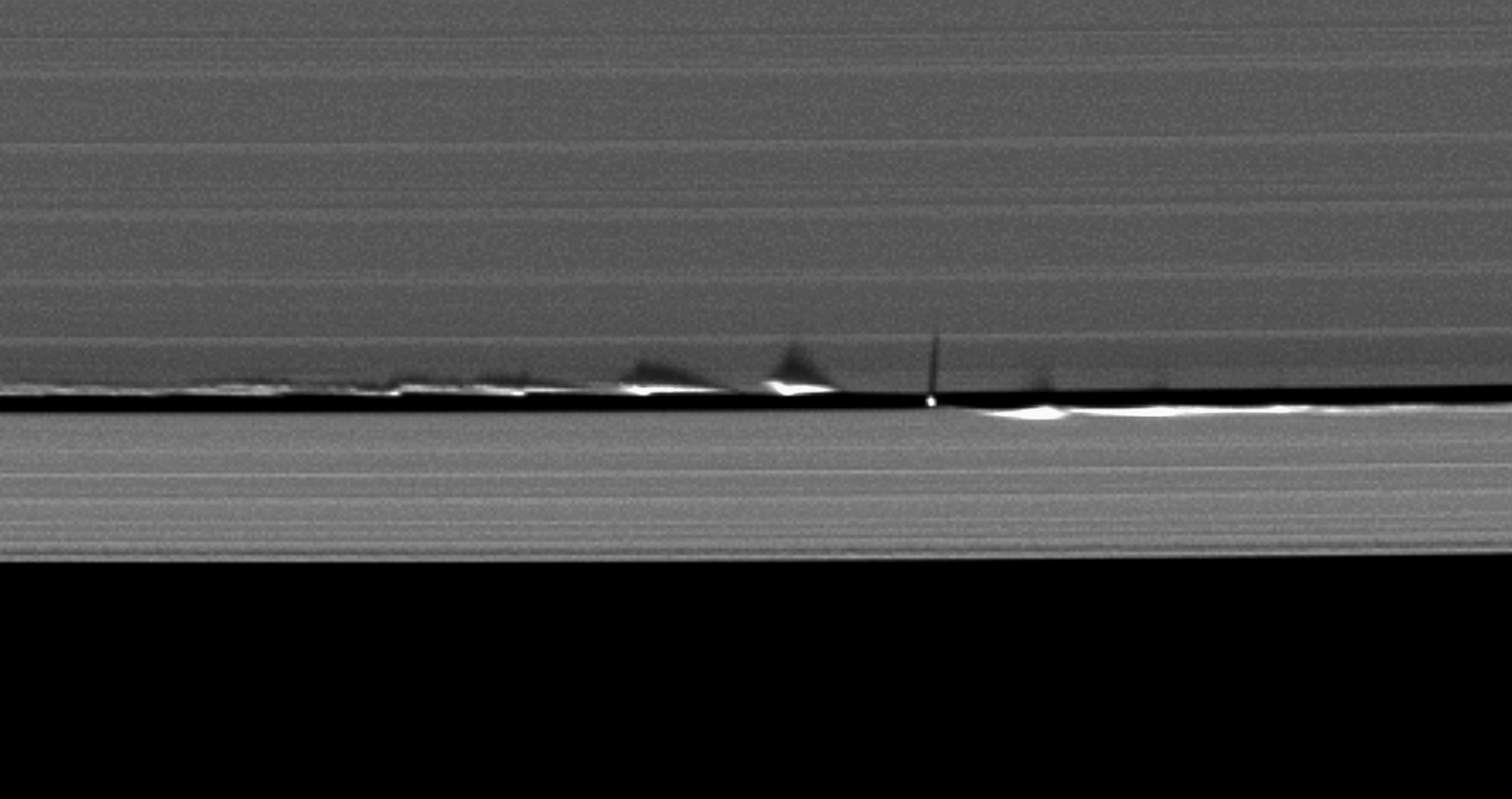
Le onde gravitazionali indotte da Dafni sull'anello A hanno si estendono anche verticalmente a causa dell'inclinazione dell'orbita e producono un'ombra quando Saturno è vicino al suo equinozio.

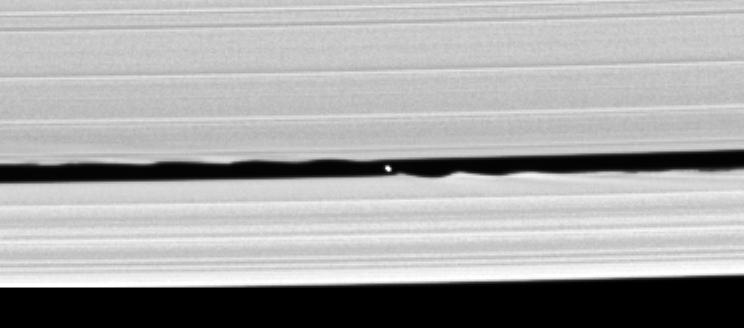
La foto ad alta risoluzione della sonda Cassini che ha permesso la risoluzione del disco di Dafni nel 2005.

Nel 2006 è stato chiamato Dafni, dal nome di un pastore e poeta nella mitologia greca, figlio del dio Ermes, fratello di Pan e discendente dei Titani, dai quali ricevono il nome i satelliti più grandi di Saturno. Dafni e Pan, sono i due soli satelliti che orbitano all'interno dell'anello principale di Saturno e portano il nome di due pastori mitologici.

## Scoperta
Prima che Dafni venisse fotografato, l'esistenza di un satellite in quella posizione era già stata ipotizzata dalle increspature gravitazionali osservate sul bordo esterno della divisione di Keeler. Le onde prodotte dal satellite sul bordo interno della divisione lo precedono nella sua orbita, mentre quelle sul bordo esterno lo seguono a causa delle differenze nella velocità orbitale relativa.
La scoperta venne annunciata da Carolyn Porco del Cassini Imaging Science Team il 6 maggio 2005, dopo averlo rilevato in sei immagini riprese dalla sonda Cassini il 1º maggio, in una sequenza con esposizione di 0,180 secondi del bordo esterno dell'anello A di Saturno. Venne successivamente ritrovato anche in una sequenza di immagini dell'anello F prese il precedente 13 aprile, e nuovamente in due immagini ad alta risoluzione (3,54 km/pixel) riprese il 2 maggio, dove venne risolto il suo disco di 7 km.

## Orbita
L'inclinazione e l'eccentricità dell'orbita sono molto piccole, ma non nulle. L'eccentricità causa variazioni della distanza da Saturno comprese entro 9 km, mentre l'inclinazione provoca oscillazioni verticali 
di circa 17 km. La divisione di Keeler entro cui si muove Dafni è larga circa 42 km. Il semiasse maggiore misura circa 136 505 km, il che permette di stimare il suo periodo di rivoluzione in 0,59 giorni.